# Jonathan Davis
Pour les articles homonymes, voir Jonathan Davis (homonymie), Houseman et Davis.
Jonathan Houseman Davis, aussi connu sous le pseudonyme JD ou JDevil, est un musicien américain né le 18 janvier 1971 à Bakersfield (Californie). Il est le chanteur du groupe de nu metal Korn.

## Biographie
Il est né le 18 janvier 1971 à Bakersfield (Californie) où son père, Rick Davis, d'origine nord-irlandaise (irlando-écossaise), tenait un magasin de musique. Sa mère, Holly Chavez, était une actrice et danseuse professionnelle. Jonathan Davis a une sœur, Alyssa Davis, une demi-sœur, Amanda Chavez, et un demi-frère, Mark Chavez, qui est l'ancien chanteur d'Adema.
Ses parents divorcèrent lorsqu'il avait 3 ans et il fut élevé en partie par sa belle-mère Lilly avec qui il entretenait une très mauvaise relation car elle le harcelait et le torturait. La chanson Kill you de l'album Life is peachy parle de cette femme,, dont le père de Jonathan Davis divorça ensuite. La chanson Daddy donna naissance à une rumeur affirmant que Rick Davis, le père de Jonathan, l'avait violé alors même que Jonathan a dit dans plusieurs interviews que cette chanson était écrite à propos d'une baby-sitter qui l'avait agressé sexuellement. Il dit que, enfant, quand il se tourna vers sa famille pour le leur dire, ils ne le crurent pas. Ni Jonathan ni son père n'ont dit qui était cette personne cependant tous deux disent que c'était une femme. Le nouveau compagnon de sa mère, un catholique intégriste, le frappa[réf. nécessaire]. La chanson nommée Falling Away From Me de l'album Issues fait référence à cet homme.
Au collège, fan de new wave et son idole étant Alice Cooper, il se démarquait par son style vestimentaire androgyne (il portait par exemple de l'eyeliner). Il se fit molester pour cette raison ; plusieurs chansons de KoRn font référence à cette époque et aux insultes homophobes qu'il reçut comme Faget du premier album de Korn ou Thoughtless d'Untouchables. Par ailleurs le tatouage de Jonathan Davis sur son épaule, HIV, est le nom anglais du VIH, référence aux anciennes insultes qu'on lui a portées.
Au lycée, il se lance dans des études de Science Mortuaire et en parallèle apprendra à jouer plusieurs instruments, notamment de la cornemuse. Il fait même partie de l'orchestre du lycée où il joue de la cornemuse en tenue traditionnelle (kilt), de la batterie et de la guitare électrique.
Il devient ensuite assistant médecin-légiste à la morgue. Plusieurs chansons de KoRn y font également référence, comme Pretty de l'album Follow The Leader.
En parallèle de son travail à la morgue, il ne renonça pas à la musique et intégra très vite un groupe de rock, Sex Art, avec lequel il chantera jusqu'en 1992. C'est lors d'un concert qu'il donne dans un bar avec Sex Art que James "Munky" Shaffer et Brian "Head" Welch, alors membres du groupe LAPD rebaptisé Creep après le départ de leur chanteur, le remarquent. Après une audition, où les membres de Creep jouèrent leur titre Alive en demandant simplement à Jonathan Davis d'essayer de coller à la musique, il intégra très vite le groupe. Ils changèrent par la suite le nom de Creep en Korn.
Jonathan Davis était marié avec une ex-actrice de films porno, Deven Davis morte le 17 août 2018. Il a trois fils, Nathan (qu'il a eu avec sa première femme, Renne Perez), Pirate et Zeppelin.
En 2002, Jonathan Davis apparaît dans le film La Reine des Damnés dans lequel il joue le rôle d'un revendeur de place de concert.
En 2007, Jonathan Davis apparaît dans le film Sin-Jin Smith.
En 2008, on le retrouve pour la première fois dans une tournée solo, le "Alone I Play Tour", où Jon H.I.V Davis interprète pour la première fois sur scène les chansons qu'il a composées pour la B.O. de La Reine des Damnés. Il compose aussi avec KoRn la BO du jeu Haze.
En 2009, il chante sur la chanson Smashing The Opponent du groupe de Goa Trance Infected Mushroom.
Avec Korn, il reprend la chanson Kidnapper le perce-oreille extrait du film L'Étrange Noël de monsieur Jack.
Le 17 août 2021, Korn reporte une série de concerts après que Davis ait été testé positif au Covid-19.

## Discographie

### Avec Korn
- 1993 : Neidermeyer's Mind
- 1994 : Korn
- 1996 : Life Is Peachy
- 1998 : Follow the Leader
- 1999 : Issues
- 2002 : Untouchables
- 2002 : Queen of the Damned OST
- 2003 : Take a Look in the Mirror
- 2004 : Greatest Hits Vol.1
- 2005 : See You on the Other Side
- 2005 : Live and Rare
- 2007 : Unplugged
- 2007 : Untitled
- 2010 : Korn III: Remember Who You Are
- 2011 : The Path of Totality
- 2013 : The Paradigm Shift
- 2016 : The Serenity of Suffering
- 2019 : The Nothing
- 2022 : Requiem

### Solo
- 2007 : Alone I Play
- 2018 : Black Labyrinth

### Apparitions d'invités
| Titre                                                                       | An   | Album                       |
| --------------------------------------------------------------------------- | ---- | --------------------------- |
| "This Town" (Human Waste Project featuring Jonathan Davis)                  | 1994 | E-lux First Demo            |
| "Lookaway" (Sepultura featuring Jonathan Davis, Mike Patton and DJ Lethal)  | 1996 | Roots                       |
| "Sleepy Hollow" (Deadsy featuring Jonathan Davis)                           | 1996 | Deadsy                      |
| "Revival" (Orgy featuring Jonathan Davis)                                   | 1998 | Candyass                    |
| "Ty Jonathan Down" (Videodrone featuring Jonathan Davis)                    | 1999 | Videodrone                  |
| "Nobody Like You" (Limp Bizkit featuring Scott Weiland and Jonathan Davis)  | 1999 | Significant Other           |
| "End of Time" (Q-Tip featuring Jonathan Davis)                              | 1999 | Amplified                   |
| "Take It Back" (Snot featuring Jonathan Davis)                              | 2000 | Strait Up                   |
| "Just for Now" (Fieldy's Dreams featuring Jonathan Davis)                   | 2002 | Rock'n Roll Gangster        |
| "1stp Klosr" (Linkin Park featuring Jonathan Davis and The Humble Brothers) | 2002 | Reanimation                 |
| "Love on the Rocks"                                                         | 2003 | Wonderland soundtrack       |
| "Cut Throat" (Marz featuring Jonathan Davis)                                | 2004 | Gorilla Pimpin'             |
| "Jerry Bruckheimer" (The Changing featuring Jonathan Davis)                 | 2009 | For Obvious Reasons         |
| "Witness the Addiction" (Suicide Silence featuring Jonathan Davis)          | 2011 | The Black Crown             |
| "Silent So Long" (Emigrate featuring Jonathan Davis)                        | 2014 | Silent So Long              |
| "It's Time to Get Weird" (Sunflower Dead featuring Jonathan Davis)          | 2015 | It's Time to Get Weird      |
| "Starting to Turn" (Tech N9ne featuring Jonathan Davis)                     | 2016 | The Storm                   |
| "Whatever Goes Up" (Bone Thugs featuring Jonathan Davis)                    | 2017 | New Waves                   |
| "JD Fresh" (Fieldy featuring Jonathan Davis)                                | 2017 | Bassically                  |
| "Necessary Evil" (Motionless in White featuring Jonathan Davis)             | 2017 | Graveyard Shift             |
| "Gary Heidnik" (SKYND featuring Jonathan Davis)                             | 2018 | Chapter I                   |
| "Can't Wait" (Lakshminarayana Shankar featuring Jonathan Davis)             | 2020 | Chepleeri Dream             |
| "Sevenity Thorns' (Kim Dracula featuring Jonathan Davis)                    | 2023 | A Gradual Decline in Morale |

## Filmographie
- 1999 : South Park - Saison 3 Épisode 12 : lui-même
- 2002 :  La Reine des Damnés : Revendeur de place de concert
- 2004 : Monk - Saison 3 Épisode 13 : Monk dans les bouchons
- 2013 : The Philosophers de John Huddles (compositeur)
- 2002-2003 : La treizième dimension (compositeur thème principal)